# Rikki-Tikki-Tavi
Pour les articles homonymes, voir Rikki-Tikki-Tavi (homonymie).
Rikki-Tikki-Tavi est un épisode du Livre de la jungle (1894) de Rudyard Kipling relatant les exploits d'une jeune et courageuse mangouste.
L'histoire se caractérise par son ton à la fois sérieux et effrayant. Certains éléments épiques (style littéraire, chants) viennent ajouter au stéréotype du bon qui triomphe du méchant. On a souvent repris ce texte dans des anthologies et plus d'une fois il a été publié seul sous la forme d'un petit livre.

## Intrigue

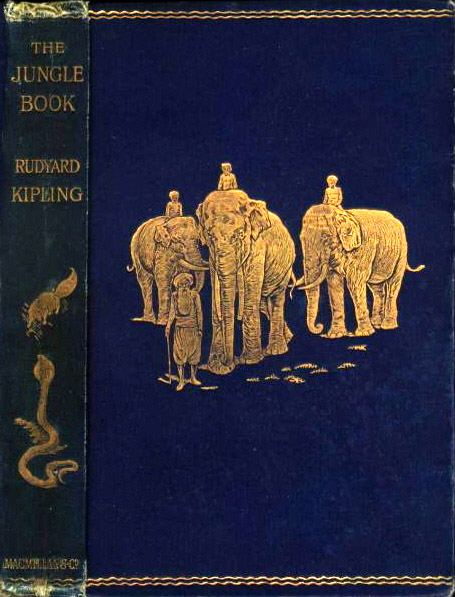
Couverture de l'édition originale (MacMillan edition) du Jungle Book de 1894, illustrée par John Lockwood Kipling, le père de Rudyard. Sur le dos du livre, Rikki-Tikki-Tavi affronte Nag.

Une famille anglaise vient de s'installer dans un bungalow au cœur de la jungle indienne à Sugauli (autrefois Segowlee pour se conformer à la prononciation anglaise), cantonnement dans l'État du Bihar en Inde. Elle découvre une jeune mangouste, à moitié noyée à la suite d'une tempête, et décide de la garder comme animal de compagnie. La jeune mangouste, baptisée Rikki-Tikki-Tavi par son nouveau maître en raison de son cri de guerre rikk-tikk-tikki-tikki-tchk, se voit bientôt confrontée à deux dangereux cobras avides de meurtres, Nag (c'est le mot en hindi pour « Cobra ») et sa compagne encore plus à craindre, Nagaina, qui se sont introduits dans le jardin tandis que la maison était inoccupée. Après une première rencontre avec les cobras, la première vraie bataille de Rikki a lieu contre Karait, un bongare indien qui menace le pauvre Teddy, le petit garçon de la famille. Bien que Rikki soit inexpérimentée et que le serpent, du fait de son venin mortel et de sa petite taille, soit un ennemi encore plus dangereux qu'un cobra, c'est la mangouste qui est victorieuse.
À l'incitation de Nagaina, Nag projette de tuer la famille humaine pour que la maison soit de nouveau vide et que tous les deux redeviennent les maîtres du jardin. Elle n’oublie pas de lui rappeler que leurs œufs vont bientôt éclore (peut-être le lendemain) et que leurs enfants auront besoin d'espace et de calme. Nag va dans la salle de bains pour guetter « le grand humain » et le tuer. Rikki s'y faufile et saisit Nag par le cou. Le serpent se débat furieusement, et le bruit réveille l'homme, qui tire deux coups de fusil sur Nag qu'il fait voler en deux morceaux, manquant de peu d’ailleurs d'atteindre Rikki. On jette alors Nag sur le tas d'ordures, où Nagaina, éplorée, jure de le venger.
Bien conscient de la menace, Rikki fait appel à une couturière, Darzee, afin que l'oiseau distraie Nagaina pendant qu'il cherchera les œufs. Mais, alors que Rikki s'affaire à chercher et à détruire la couvée, Nagaina s'approche de la famille assise à table dans la véranda en train de déjeuner, et menace de tuer le fils de la famille de sa morsure venimeuse. Alerté par ce qu'il entend, Rikki accourt à la rescousse en traînant derrière lui le dernier œuf. Une fois sur les lieux, Rikki raconte que c'est lui qui a tué Nag et il montre l'œuf afin de distraire Nagaina assez longtemps pour que l'homme puisse mettre en sécurité le petit garçon. Nagaina saisit l'œuf et s'enfuit dans son trou, poursuivie par Rikki. La lutte souterraine n'est pas décrite, mais après une attente horriblement longue, Rikki émerge triomphalement du trou : Nagaina a été tuée. Après cette victoire, Rikki passera le reste de sa vie à défendre le jardin familial où aucun serpent n'osera plus pénétrer.

## Adaptations
La nouvelle a été adaptée en 1975 dans une émission télévisée avec l'animateur américain Chuck Jones (diffusée sur TF1 en 1981). La même année elle a été également reprise dans un court dessin animé russe.
La nouvelle a inspiré la chanson Riki Tiki Tavi de Donovan publiée en 1970 dans l'album Open Road.
Cette nouvelle a fait l'objet d'une adaptation cinématographique en 1975 par Alexandre Zgouridi.